# Mi Boötis
Mi Boötis (Alkalurops, μ Boo) – gwiazda poczwórna w gwiazdozbiorze Wolarza. Znajduje się około 113 lat świetlnych od Słońca.

## Nazwa
Główny składnik, μ¹ Boo, nosi nazwę własną Alkalurops, wywodzącą od greckiego słowa Κᾶλᾶυροψ, które oznacza laskę pasterską. Została ona zniekształcona w przekładzie na język arabski, a następnie na łacinę, ponownie na grekę i znów na łacinę, przez co przylgnął do niej arabski przedrostek. Forma ta utrwaliła się i Międzynarodowa Unia Astronomiczna zatwierdziła użycie nazwy Alkalurops dla określenia tej gwiazdy.

## Charakterystyka
Mi Boötis A (Alkalurops) jest podolbrzymem o jasności 20 razy większej niż jasność Słońca, należy do typu widmowego F0. Duża jasność wiąże się z podwójnością tej gwiazdy. Składniki Aa i Ab dzieli zaledwie 0,1 sekundy kątowej, obiegają one wspólny środek masy w czasie 298,75 d. Łączna masa tych gwiazd to 3,24 ± 0,23 M☉.
Alkalurops ma kompana, Mi Boötis B o jasności 6,5m, który jest na granicy widoczności gołym okiem. To także jest gwiazda podwójna, składająca się z dwóch składników podobnych do Słońca, należących do typu widmowego G, o wielkości obserwowanej 7,09 i 7,73m, które dzieli odległość 2,3″ (pomiar z 2015 r.).
Te dwie pary gwiazd mają bardzo podobny ruch własny i analizy prawdopodobieństwa silnie wskazują, że są związane grawitacyjnie, jednak ich różny skład chemiczny wskazuje na różne pochodzenie. Składniki A i B dzieli na niebie 107,7″ (ok. 1,8 minuty kątowej; pomiar z 2015 r.), co odpowiada odległości w przestrzeni co najmniej 4000 au i okresowi obiegu co najmniej 125 000 lat.